# Семейство Хаумеа

Диаграмма, где показаны большая полуось и наклонение орбиты для различных объектов внешней Солнечной системы. Семейство Хаумеа показано зелёным, другие объекты пояса Койпера — голубым, плутино и другие резонансные транснептуновые объекты — красным, рассеянный диск — серым.

Семейство Хаумеа — группа транснептуновых объектов с близкими параметрами орбиты и практически одинаковыми спектрами, соответствующими почти чистому льду. Вычисления показывают, что эта группа представляет собой транснептуновое семейство астероидов. Предполагается, что все члены семейства являются фрагментами одного большого родительского астероида, распавшегося когда-то в результате столкновения с другим крупным объектом.

## Характеристики
Семейство было названо в честь карликовой планеты Хаумеа (предварительное обозначение 2003 EL61), которая является крупнейшим членом данного семейства и одним из основных фрагментов родительского тела. Кроме него в семейство входит ещё несколько довольно крупных объектов пояса Койпера, дисперсия орбитальных скоростей которых не превышает 150 м/с. Все члены семейства состоят в основном изо льда и, как следствие, имеют довольно большое альбедо. Крупнейшие из них — с диаметром 400—700 км — могут рассматриваться уже не как астероиды, а как карликовые планеты. Хотя если выяснится, что их альбедо оказалось сильно занижено, то и размеры у этих объектов окажутся значительно меньше и они тогда могут лишиться этого статуса или возможности претендовать на него.
Дисперсия собственных орбитальных элементов между членами семейства относительно небольшая и составляет около 5 % для большой полуоси, приблизительно 1,4° для наклона орбиты и 0,08 для эксцентриситета.
Для членов семейства характерен нейтральный показатель цвета с глубокими полосами поглощения в инфракрасной области спектра на длине 1,5 и 2,0 мкм, характерные для водяного льда.

## Формирование и эволюция
Предполагается, что родительский астероид, из которого образовалось семейство, имел диаметр около 1600 км, а плотность — около 2 г/см3. Вероятно, он был похож на такие карликовые планеты, как Плутон или Эрида. В результате столкновения Хаумеа потеряла около 20 % своей изначальной массы, в основном лёд, и за счёт этого стала более плотной.
Нынешние параметры орбит членов семейства не могут быть объяснены одним только столкновением. Чтобы объяснить распределение их орбитальных элементов, необходимо предположить, что дисперсия скоростей фрагментов родительского тела сразу после удара превышала 400 м/с, но тогда разброс этих фрагментов был бы гораздо больше, чем наблюдается сейчас у членов семейства. Эта проблема касается только Хаумеа; орбиты всех остальных членов семейства могут быть объяснены в предположении, что дисперсия начальных скоростей составляла всего 140 м/с. Возможно, причина этого расхождения в том, что Хаумеа (и только она) иногда входит в орбитальный резонанс 12:7 с Нептуном. Это приводит к увеличению эксцентриситета этой карликовой планеты при каждом сближении с Нептуном. Вероятно, именно этот механизм привёл к увеличению эксцентриситета орбиты Хаумеа (изначально близкого к эксцентриситету орбит остальных членов семейства) до его текущего значения.
Второе предложение предполагает более сложный способ образования семейства: материал, выброшенный из родительского астероида при первичном столкновении, не рассеивается в окружающем пространстве, а остаётся на орбите Хаумеа и постепенно слипается в большую луну, которая постепенно удаляется от карликовой планеты под действием приливных сил и в какой-то момент разрушается в результате вторичного столкновения. При этом её фрагменты рассеиваются в окружающее пространство, образуя семейство астероидов. Эта теория предсказывает, что дисперсия скоростей астероидов семейства не будет превышать 190 м/с, что уже гораздо ближе к наблюдаемой дисперсии скоростей, составляющей 140 м/с. Она также позволяет объяснить очень маленькое значение этой дисперсии по сравнению со скоростью убегания для Хаумеа (около 900 м/с).

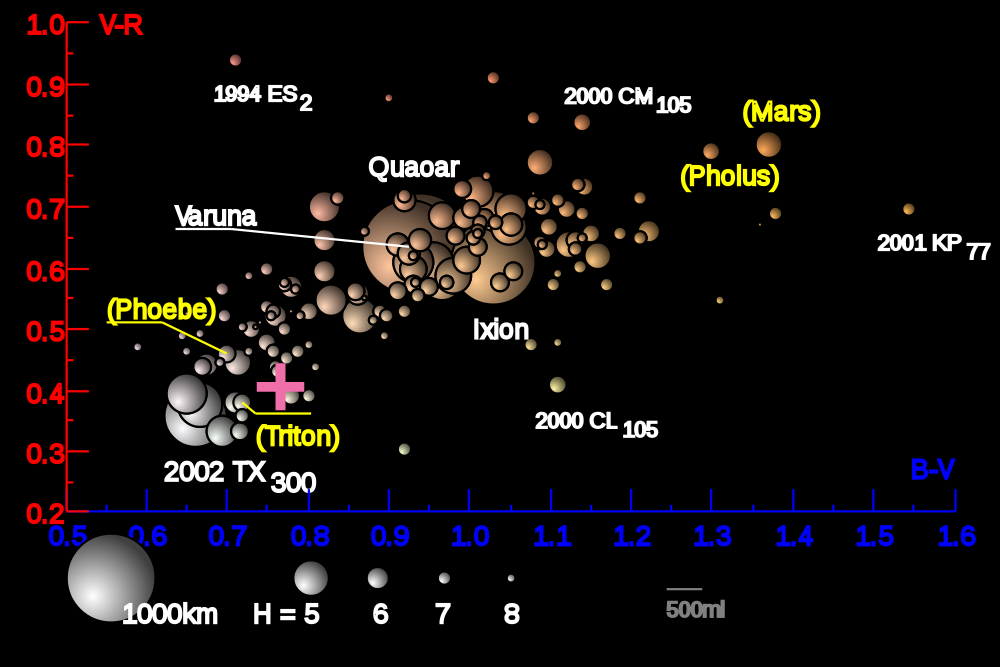
Транснептуновые объекты на диаграмме с показателями цвета по осям. Знаком плюса («+») отмечен наиболее красный член семейства Хаумеа — астероид (показатели цвета: B-V=0,77^{m}, V-R=0,41^{m}). Остальные представители семейства окрашены ещё слабее и, соответственно, находятся левее и ниже

Хаумеа может являться далеко не единственным большим быстровращающимся объектом эллиптической формы в поясе Койпера. В 2002 году Джевитт и Шеппард предложили, что другая карликовая планета (20000) Варуна, вследствие своего быстрого вращения, тоже может имеет удлинённую сильновытянутую форму. На ранних этапах истории в транснептуновой области Солнечной системы находилось гораздо больше объектов, чем сейчас, что создавало высокую вероятность столкновения между ними. Но под влиянием гравитационных взаимодействий с Нептуном многие из них были выброшены в более отдалённую область рассеянного диска.
На сегодняшний день пояс Койпера является довольно малонаселённой областью, где вероятность столкновений между объектами крайне низка и составляет менее 0,1 % за время существования Солнечной системы. Изначально образоваться в Поясе Койпера в более раннее время, когда его плотность была для этого ещё достаточно высока, семейство тоже не могло, так как за время с момента своего образования и до наших дней такая плотная группа была бы неминуемо рассеяна гравитационным влиянием Нептуна. Наличие же в поясе Койпера такого плотного астероидного семейства, возникшего как раз в результате столкновения, говорит о его сравнительно небольшом возрасте и может означать, что семейство возникло в области рассеянного диска, где вероятность таких столкновений остаётся ещё достаточно высокой, и лишь потом переместилось в Пояс Койпера.
Результаты математического моделирования показывают, что вероятность появления одного такого астероидного семейства в Солнечной системе за время её существования составляет около 50 %, так что вполне возможно, что семейство Хаумеа является единственным в своём роде транснептуновым семейством. Достичь сегодняшней степени рассеянности оно могло, согласно расчётам, не менее чем за миллиард лет. Следовательно, это довольно старое семейство, возраст которого сравним с возрастом Солнечной системы. Но это плохо согласуется с высокой яркостью этих объектов, которая указывает на небольшой (не более 100 млн лет) возраст их поверхности. Это довольно странно, ведь в течение миллиардов лет под действием солнечного излучения лёд должен был отчасти принять красный оттенок и потемнеть. Высокое альбедо свидетельствует либо о молодости этих объектов, либо, что более вероятно, о недавнем обновлении льда на их поверхности. Возможно, это происходит в результате столкновений с более мелкими объектами.
Более детальные исследования в видимом и ближнем инфракрасном спектре подтверждают эту версию. По этим данным, поверхность Хаумеа состоит в равной доле из аморфного и кристаллического льда, а также простейших органических соединений (не более 8 %). Такое большое количество аморфного льда подтверждает, что столкновение произошло более 100 млн лет назад. Это хорошо согласуется с результатами динамических исследований и делает несостоятельной версию о молодости астероидов данного семейства. А отсутствие следов метана и аммиака или их соединений позволяет исключить возможность наличия криовулканизма на их поверхности.

## Крупнейшие астероиды этого семейства
| Имя                 | Диаметр      | Большая полуось | Наклонение орбиты | Эксцентриситет орбиты | Год открытия |
| ------------------- | ------------ | --------------- | ----------------- | --------------------- | ------------ |
| Хаумеа              | 1460 км      | 42,995 а. е.    | 28,218 °          | 0,198                 | 2003         |
| (19308) 1996 TO66   | 200 — 900 км | 43,504 а. е.    | 27,359 °          | 0,116                 | 1996         |
| (24835) 1995 SM55   | 174 — 704 км | 41,957 а. е.    | 27,000 °          | 0,106                 | 1995         |
| (55636) 2002 TX300  | 143 — 435 км | 43,504 а. е.    | 25,826 °          | 0,126                 | 2002         |
| (86047) 1999 OY3    | 73,0 км      | 44,074 а. е.    | 24,191 °          | 0,171                 | 1999         |
| (120178) 2003 OP32  | 230,0 км     | 43,428 а. е.    | 27,112 °          | 0,107                 | 2003         |
| (145453) 2005 RR43  | 252,0 км     | 43,472 а. е.    | 28,492 °          | 0,143                 | 2005         |
| (308193) 2005 CB79  | 158 км       | 43,205 а. е.    | 28,646 °          | 0,139                 | 2005         |
| (416400) 2003 UZ117 | ? км         | 44,431 а. е.    | 27,375 °          | 0,135                 | 2003         |
| 2003 SQ317          | ? км         | 42,902 а. е.    | 28,511 °          | 0,085                 | 2003         |